# Markku Lehmuskallio
Markku Lehmuskallio, född 31 december 1938 i Raumo i Finland, är en finländsk fotograf och regissör.
År 2012 utnämndes han till hedersdoktor vid Lapplands universitet.

## Filmografi (urval)

### Regi & manus
- 1980 – Korpens polska
- 1982 – Skierri – dvärgbjörkarnas land
- 1985 – Den blå amman
- 1988 – Inuksuk – stenmannen

### Fotnoter
1. ↑  ”Markku Lehmuskallio”. Svensk Filmdatabas. http://sfi.se/sv/svensk-filmdatabas/Item/?type=PERSON&itemid=74172. Läst 13 maj 2013.
2. ↑  ”Lapin yliopistoon 12 uutta kunniatohtoria”. Lapin yliopisto. 1 mars 2012. https://www.ulapland.fi/news/Lapin-yliopistoon-12-uutta-kunniatohtoria-/raanhhmo/13b81599-a13a-4ad6-b3aa-99375bd76379. Läst 12 februari 2019.